# Kostel Foyer de l'Âme
Kostel Foyer de l'Âme (neboli Domov duše) je farní kostel francouzské reformované církve v 11. obvodu v Paříži, v ulici Rue du Pasteur-Wagner č. 7a. Farnost, kterou založil alsaský pastor Charles Wagner (1852–1916), je součástí Francouzské reformované církve (Église réformée de France). Původně se obec scházela k modlitbám v domě na Boulevardu Beaumarchais, který však nedostačoval svou kapacitou. Proto se přestěhovala na dnešní místo. Současný kostel byl vysvěcen 17. března 1907.